# Coming Home (Album)
Coming Home ist das achte Studioalbum des schwedischen Musikprojektes Pain von Peter Tägtgren. Es erschien am 9. September 2016.
Zur Entstehung bemerkte Tägtgren in einem Interview mit powermetal.de, er habe schon 2012 mit der Arbeit an einigen Ideen für Coming Home begonnen. Im Sommer 2013 sei er von Till Lindemann auf ein Konzert von dessen Band Rammstein eingeladen worden und „anschließend sagte er, [sie sollten] doch ein wenig Musik miteinander machen.“ Durch das gemeinsame Projekt Lindemann und Produktionsarbeiten wurde die Arbeit an dem Album unterbrochen. Tägtgren sieht das Album als eine Weiterentwicklung dessen, womit er mit Pain und Lindemann aufgehört hatte.
Coming Home ist das erste Pain-Album, auf dem Peter Tägtgren für das komplette Album die Schlagzeugarbeit einem anderen Musiker überlässt, dabei handelt es sich um seinen zum Aufnahmezeitpunkt 17-jährigen Sohn Sebastian.
Wie nahezu alle Alben, an denen Tägtgren beteiligt war, ist auch Coming Home in seinem eigenen Abyss Studio aufgenommen worden. Clemens Wijers arrangierte die orchestralen Spuren des Albums. Das Grafikdesign und die Fotos des Albums stammen von Stefan Heilemann.

## Titelliste
1. Designed to Piss You Off – 3:53
2. Call Me (mit Joakim Brodén) – 4:13
3. A Wannabe – 4:15
4. Pain in the Ass – 4:06
5. Black Knight Satellite – 3:40
6. Coming Home – 4:43
7. Absinthe-Phoenix Rising – 3:42
8. Final Crusade – 3:55
9. Natural Born Idiot – 4:17
10. Starseed – 4:45

Die Musik und Texte stammen von Peter Tägtgren. Bei Pain in the Ass war Sanna Bark am Text beteiligt.

## Details zu einzelnen Liedern

### Designed to Piss You Off
Für das Stück existiert ein „official lyric video“.

### Call Me
Call Me wurde aus der Sicht eines Callboys geschrieben, Tägtgren singt es im Duett mit Joakim Brodén. Für dessen Band Sabaton produziert Tägtgren schon einige Jahre lang die Studioalben. Zuvor war Tägtgren auf dem Sabaton-Lied Gott mit uns zu hören.
Für das englischsprachige Onlinemagazin Metalsucks schrieb Emperor Rhombus über das Musikvideo zu Call Me: „When I saw the 'Praise Abort' video from Till Lindemann’s solo album, which was co-written and produced by Hypocrisy’s Peter Tägtgren, I thought that the weirdness must have stemmed primarily from Lindemann. [...]
But I just watched the video for 'Call Me', the new song by Tägtgren’s hard rock side project, Pain, and man, either Lindemann rubbed off on Tägtgren, or the dude is a lot weirder than I thought. [...]
In short, a fat pill-fueled manager sashays around while bizarre giant puppets of Pain (and Sabaton frontman Joakim Brodén) play music, get blowjobs, blow huge spoonfuls of yayo, and play riffy aggro metal to a crew of roiling nubiles being fed drugs by what appears to be the woman from Little Big. Meanwhile, the song is an epic hard rock anthem to shallow greed with a lyric from a Christina Aguilera song.
At first, I thought it was cheesy. Then I watched it again, and then again, and now I cannot stop watching this video or listening to this song. To quote Axl, 'I’m fifteen seconds in and it’s basically the best music video I’ve ever seen.'“
Während der Produktionsarbeiten zu The Last Stand von Sabaton fragte Tägtgren den Sänger der Band, Joakim Brodén, ob er nicht als Gastsänger auf Coming Home mitwirken wollte. Hierzu bemerkte Tägtgren: „Und nun ist er bei ‚Call Me‘ zu hören, mir gefällt der Song sehr. Nicht nur von der Story her.“

### A Wannabe
Das Musikvideo zu A Wannabe wurde unter der Regie von Owe Lingvall gedreht und von Per Bussmann produziert.

### Black Knight Satellite
Zu dem Stück Black Knight Satellite existiert ein offizielles „lyric video“. Thema des Liedes ist die Verschwörungstheorie des Black Knight.

## Kritik
Manuel Berger schloss in seiner Kritik für laut.de: „Mag sein, dass ‚Coming Home‘ dem ein oder anderen zu viel Baukasten und schiere Überladenheit ist. So wie Pain das hier allerdings präsentieren bleibt zumindest mir abschließend bloß eins zu sagen: ‚What the fuck?‘ Lobhudel-Heini Ende.“ Berger ging in seiner Kritik auch auf Skills in Pills, das Tägtgren in Kooperation mit Till Lindemann hervorbrachte, ein: „Weil das ‚Engel‘-Pfeifen in ‚Pain In The Ass‘ den Vergleich anbietet: Erinnert ihr euch an Tägtgrens Lindemann-Ausflug? ‚Coming Home‘ lässt ‚Skills In Pills‘ selbst nach dem eher schwachen Schlussdoppel ‚Natural Born Idiot‘/‚Starseed‘ dastehen wie den kleinen, schmächtigen Unfall, aufgrund dessen ein angepisster Rabendad im Suff auf die Idee kommt, ‚Praise Abort‘ zu grölen.“
Sebastian Kessler schrieb für den Metal Hammer: „So gedeihen auf der für Experimente sowieso immer offenen Pain-Spielweise nicht nur Hits, sondern Tägtgren gelingen wirkliche Überraschungen und ergreifende Momente. Freilich nicht in entlegenen Bowie-Dimensionen und auch nicht durchgehend, aber in derart hoher Schlagzahl, dass man COMING HOME als eines der spannendsten Alben in der Pain-Diskografie einsortieren muss!“
Auch Michael Klaas zeigte sich für metal.de voll des Lobes für Coming Home: „Somit ist Tägtgren wieder mal ein gutes PAIN-Album mit enormer Hitdichte gelungen, welche die Metaller erneut auf die Tanzfläche locken dürfte. Der orchestrale Bombast steht seinem Sound hervorragend zu Gesicht und wird – auch Dank der Hilfe von Clemens ‚Ardek‘ Wijers (CARACH ANGREN), der beim Songwriting behilflich war – effektiv und effizient eingesetzt, ohne zu dick aufzutragen.“
Rakesh Pothengil bewertete das Album für Metal Wani musikalisch positiv, kritisierte aber die Texte: „I have absolutely zero complaints with the sound of the band and the instrumentation. It’s dense and atmospheric, and the epicness will astound you at moments. However, when it comes to the lyrics, I find that this album is all over the place. From a bar fight the band was involved in during their tour to the Black Knight Satellite conspiracy theory, the band diverges a bit too much on the content. With such grandeur in the compositions, some of the lyrics feel too simplistic, and therefore a gross mis-fit. I echo a similar sentiment when it comes to the song titles. While 'Black Knight Satellite' is a good fit, 'Call Me', 'Natural Born Idiot' or 'A Wannabe' doesn’t justify the spectacular orchestration and the epic songwriting they feature. If one can look over these minor flaws, then they may find ‘Coming Home’ to be one of the best albums the band has released thus far.“